# 時空警察ヴェッカーD-02
『時空警察ヴェッカーD-02』（じくうけいさつヴェッカー ディーオーツー）は2002年1月10日から3月28日までテレビ朝日で木曜日深夜27:21 - 27:51に放送された特撮テレビ番組である。

## 概要
オリジナルビデオ作品『時空警察ヴェッカー』の続編として、新たにテレビ版として製作された作品。当初の企画時は、全3巻のビデオパッケージをパイロット版としてのシリーズ化を企画していたところが、そのビデオパッケージの方が先に『時空警察ヴェッカー』として商品化され、その後念願叶ってシリーズ作品として製作されたのが本作品である。
企画当初は前作同様、主人公たちがクロノスーツと呼ばれる戦闘服姿に身を包む変身アクションを踏襲することが想定されていたが、後に「SF刑事ドラマ」へのシフト、過去作品のオマージュからの脱却、『仮面ライダー』などの人気特撮作品との差別化のために、素顔の隠れるクロノスーツの設定を省略。前作では変身前の制服姿に用いられていたコスチュームを「ヴェックフォーム」と呼ばれる変身体として位置づけ、学生や社会人として日常生活を送っている主人公たちが、有事にはこのコスチューム姿に瞬時に身を変え、素顔のままで活躍するというスタイルとなった。また、主演陣が明らかにアイドルであったため、変身した瞬間にアイドルファンは視聴をやめてしまうのではと危惧されたことも、変身シーン省略の理由の一つであった。変身後も各キャラクターが素顔で活躍することで、個性の描写や全体のドラマ性が向上しているとの意見もあるが、実際には変身しないことを疑問視する投書が多かったため、最終回のみシリーズ集大成の意味も込め、クロノスーツの変身シーンが用意されることとなった。

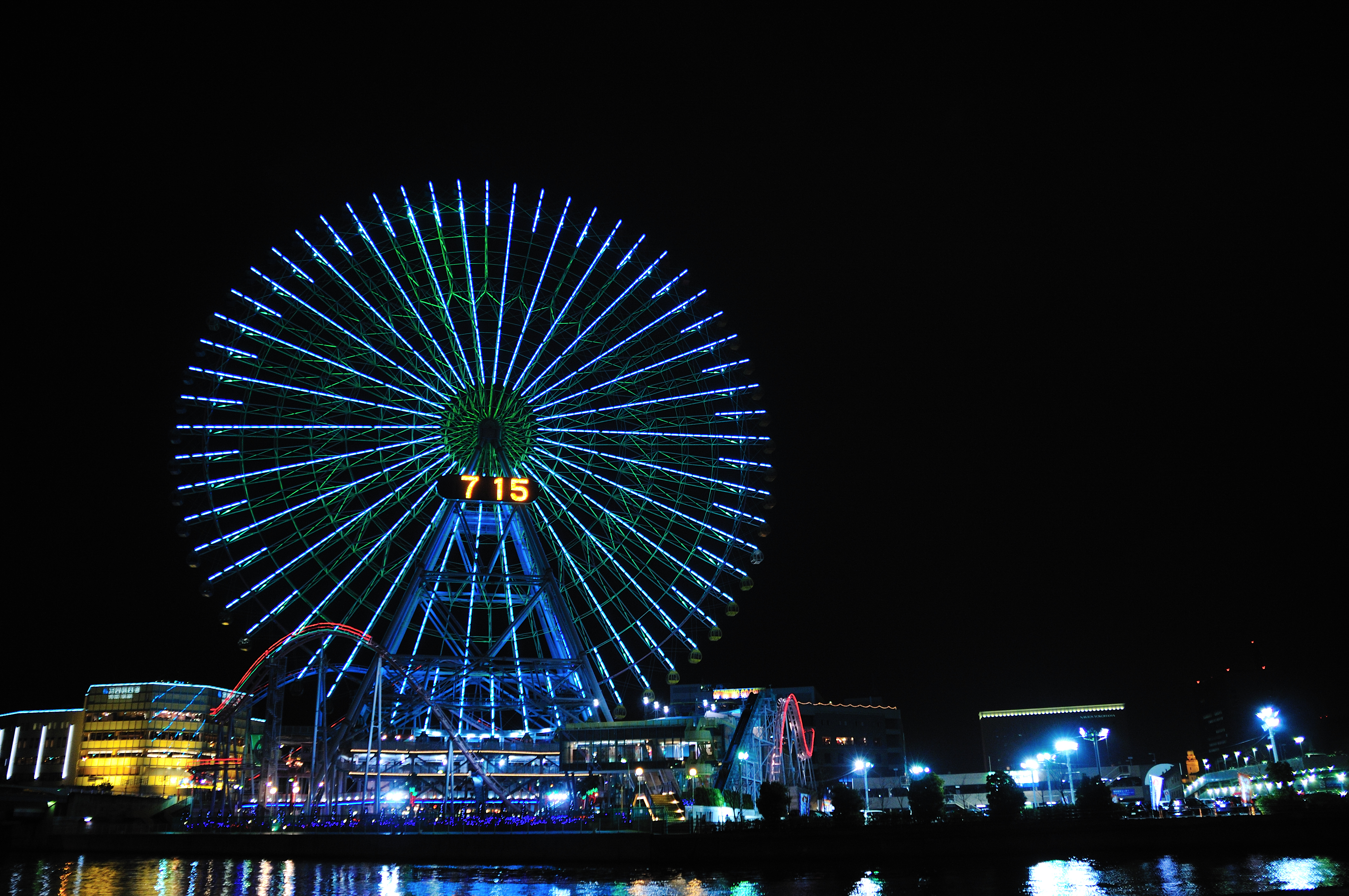
第6話で重要な舞台となる、よこはまコスモワールドのコスモクロック21

シリーズの基本テーマは、時間犯罪・歴史改変を捜査するという設定の時空刑事の使命である。これは「正義を守ること」などではなく、あくまで「正しい歴史の保守」を意味しており、歴史を守るためならば人間の死すら冷徹に見過ごさなければならない。このテーマを象徴するエピソードとしてしばしば取り上げられるのが本作品の第6話であり、同話では仁科琴乃なる少女（演：盛内愛子）が、未来人との接触で得た情報により自分が今日死ぬという運命、そしてそれを避ける手段を知ってしまうが、D-02は歴史を保守するため、彼女を必ず死なせなければならないという非情な使命を強いられる。結果的に同話はハッピーエンドとは呼べない切ない結末を迎えており、放映後のファンからの反響も賛否両論であったという。
また前作で監督を務めた畑澤和也が、本作品では原作・監修に留まり、敢えてメインディレクターを置かずに各話演出の形式をとっている。これにより各話ごとにホラー、コメディ、時代劇とバラエティに富んだ作風にすることが意図されていたが、反面、「SF刑事ドラマ」という当初の想定の作風にこだわった第1話の翌週を、いきなりコメディタッチの異色作としてしまったため、視聴者に混乱を招いてしまったことも否定できない。また、撮影時間と予算が少ないことから、場所を1か所に限定して物語を展開し、かつハードSFではなく漫画に近い作風にすることが狙われていたものの、これらの狙いは成功したとは言い切れず、監督陣の1人・川崎郷太はこれを反省点の一つに挙げている。
放映にあたっては、本作品の原作者・畑澤和也が監督を務めた『千年王国III銃士ヴァニーナイツ』を放映していた縁で、テレビ朝日が『渋谷系女子プロレス』の後番組として深夜枠で放映。これは、前番組同様にアイドルをキャスティングした特撮番組ならば、同局の看板番組でもある特撮作品『仮面ライダー』、スーパー戦隊シリーズなどとはまた異なるファン層を獲得できるとの読みがあったといわれ、事実、写真集やトレーディングカードなどの関連商品は、1クールのドラマとしては異例の売れ行きであった。男性誌においても、ミニスカートやホットパンツといったコスチュームや、普段の女子高生、看護師、メイドといったコスプレともいえる姿に魅力を感じる声が上がっていた。しかしながら、本作品のような特撮ヒロイン番組のファンは、美少女フィギュアや特撮フィギュアを愛好するファンと違い、フィギュアを購入することが少ないため、視聴率や評判が良かった半面、マーチャンダイジングには結びつかなかったという。後述の『時空警察ヴェッカーシグナ』放映時も、畑澤が本作品を「大ヒットしたわけではない」と認めている。
主演陣の市川由衣、小倉優子が本作品放映後に各メディアで人気を博して以降は、彼女らがそれほど知名度の高くなかった時代に出演していた作品として本作品が取り上げられることが多い。
2007年7月より、シリーズ第3弾『時空警察ヴェッカーシグナ』がTOKYO MXにて放送。『D-02』からは日向サキが第1話にゲスト出演しており、望見ハルカ役の森本さやかがDVD版のナレーションを務めている。

## あらすじ
時間移動技術が確立された22世紀。歴史を改変する時空犯罪を取り締まる時空警察機構DIXに、「ヴェッカー」と呼ばれるエキスパート・チームがあった。その中の6人のメンバーが、時空犯罪の多発する2002年周辺に特別チーム「D-02」として派遣された。そして2199年。D-02の7人目のメンバーとして、新たに新米時空刑事のカナが派遣されたことから、時空犯罪に立ち向かい、時空を駆け抜ける少女たちの物語が始まる。

## 登場人物

### D-02
西暦2002年に駐在するヴェッカー・チーム。正式名称はDivision 2002。6人（カナ赴任前は5人）の時空刑事と、補佐役の時空捜査官1人で構成される。東京湾岸の倉庫街の一角に密かに本部を構えている。名前は順に、時空刑事としてのコードネーム、22世紀世界での本名、21世紀世界に潜入時の偽名。
時空刑事カナ / カナ・ゴドー / 後藤 カナ（ごとう カナ）
主人公。「D-02」に7人目のメンバーとして配属された新米刑事。優秀な時空刑事を両親に持つヴェッカーのサラブレッドであったが、その両親がなぜか時空犯罪に手を染め、一転して犯罪者の娘扱いされる羽目となる。汚名返上のため、歴史を変えようとする者を決して容赦しない。本来は素直で明るく、誰とでも仲良くなる性格。普段は東京都内の高校に通っている。16歳。
時空刑事メイ / メイ・サカキ / 榊 明（さかき めい）
もう1人の主人公。7歳の時に時空犯罪で両親を惨殺された過去を持つ。その経緯からか、歴史を守る任務とは裏腹に、変えられる歴史は変えたいと願っており、そのためにしばしば暴走しかねない問題児的存在。普段はカナ同様高校生で、クラスメイトでもあることから彼女とコンビを組むことになり、対極の性格ゆえに反目しつつも、次第にかけがえのない親友となってゆく。実は彼女の出生には秘密が隠されており、最終エピソードでそれが明かされるにつれ、カナの両親が時空犯罪者となったことや、田中刑事の追い続ける事件の謎が明らかになってゆく。17歳。
時空刑事サキ / サキ・ヒュウガ / 日向 サキ（ひゅうが サキ）
D-02のチーフ。広島県佐木島出身。常に先陣を切って現場に赴く行動隊長的存在で、メンバーの信頼も厚い。あらゆる格闘技をマスターしており、戦闘力は現役ヴェッカー中でもトップクラスといわれる。ハルとは時空刑事となる前からの無二の親友。普段はテレビ局のレポーターとニュースキャスターを務め、報道の最前線で時空犯罪に目を光らせている。19歳。
時空刑事ハル / ハルカ・ノゾミ / 望見 ハルカ（のぞみ ハルカ）
D-02のサブリーダーで、サキの補佐役。心の優しい性格で、親友でもあるサキを補佐するとともに、良きお姉さん役として個性豊かなメンバーをまとめる。職務に忠実で、意外な怪力の持ち主でもある。アムとは漫才コンビのような仲。医師免許を取得しており、普段は警察病院の看護婦を務めている。18歳。
時空刑事アム / アミ・ムラタ / 村田 アミ（むらた アミ）
素粒子物理学博士号も持つ天才少女。幼いころ出会った先輩時空刑事のリリーに憧れて時空刑事となった。天才ゆえか常識外の言動が多いが、本来は真面目で純粋な性格で、チームの頭脳にしてマスコット的存在。戦闘能力も意外と高い。普段は政界の動向を探るため、とある政界の重鎮宅にメイドとして潜入している。18歳。
時空刑事エリー / EREE-2210-E
時空警察仕様のアンドロイドで、自らも時空刑事の資格を持つ。本来は人間らしい感情を全く持たないが、環境適応型の自己育成AIを搭載しており、個性豊かな面々に囲まれているためか、時おり感情らしきものの片鱗が垣間見える。普段は本部に常駐してメカニカル・オペレーターを務めているため、基本的に前線での活動はないが、万一の実戦にも対応できるよう銃撃にも耐える防御力を持つ。人間ではないので年齢はないが、外観は「13歳前後の少女」として製作されている。
時空捜査官ケント / ケント・キバ / 木葉 健人（きば けんと）
D-02配属の時空捜査官。普段は警視庁の刑事として潜入している。警察の情報網を利用できるだけあって捜査活動には長けるが、ヒラの時空捜査官のために戦闘能力は他の時空刑事たちに及ばず、メンバーのバックアップに専念している。時空刑事よりも地位が低いため、発言を無視されたり存在を軽視されたりすることもしばしば。24歳。

### その他のDIXのメンバー
デビッド関根
DIX本部の上官。サキの直属の上司にあたり、D-02メンバーに指令を与える。ただし一方的に指令を与えるのみであり、D-02側からの問合せに応じることはほとんどなく、謎が多い。42歳。
時空刑事ヒロシ・ゴドー、時空刑事ナツ・ゴドー
カナの両親。共に数多くのヴェッカーの中でもトップクラスに位置する優秀な時空刑事であり、かつて1992年に赴任していた。なぜか時空犯罪に手を染めたとされ、現在ではS級時空犯罪者として指名手配されている。

### 現代人
田中 守（たなか まもる）
警視庁殺人課の刑事。ケントの先輩で、彼とのコンビで捜査にあたることが多い。歳に似合わず時代錯誤の熱血刑事で、説教臭さが玉に瑕。その性格が災いし、仕事はもっぱら迷宮入り事件の後始末ばかり。十年前に担当していた謎の猟奇殺人事件で両親を失った少女のことを、現在でも気に病んでいる。36歳。

## 出演
- カナ・ゴドー（後藤カナ）：市川由衣
- メイ・サカキ（榊明）：小野愛、長与梨加（少女時代）
- サキ・ヒュウガ（日向サキ）：西村優子
- ハルカ・ノゾミ（望見ハルカ）：森本さやか
- アミ・ムラタ（村田アミ）：小倉優子
- エリー (EREE-2210-E) ：桜木睦子
- ケント・キバ（木場健人）：村上幸平
- 田中守：宮坂ひろし
- デビッド関根：デイビッド・チャップル
- ヒロシ・ゴドー：和田圭市
- ナツ・ゴドー：青木夕夏

## スタッフ
- 企画：岡田真澄、中田ルオ
- 原作・監修：畑澤和也
- 音楽：橋本聰
- 脚本：岡野勇気、林民夫、右田昌万、依嶋佳月、河合福彦、大久保智己
- プロデューサー：河野勝、堀川健
- 監督：長江俊和、川崎郷太、中島敦、七高剛、小笠原直樹
- 製作：時空警察ヴェッカー製作委員会(KOBI、レイアップ)、テレビ朝日

## 主題歌
「花」
作詞 - 鈴木哲彦 / 作曲 - expo / 編曲 - 山田直毅、井上うに / 歌 - 國府田マリ子

## 放映リスト
PHASE1,4,9は、同一日に前・後編を放映。PHASE 4は放映日である2月14日のバレンタインデーを記念した1時間スペシャル。地域によっては前編の翌週に後編が放映された。
| 放送日  | タイトル  | DVD時 タイトル | ゲスト | 脚本       | 監督       |
| ------- | --------- | -------------- | --- | ---------- | ---------- |
| 1月10日 | PHASE 1   | 始動           | - 神父（演：並樹史朗） - テツ・カシワバ（演：内田恵司） - 原賀達三（演：佐藤和也） - 水田まり（演：高山麻美）                                                                 | 岡野勇気   | 長江俊和   |
| 1月10日 | PHASE 1.5 | 始動           | - 神父（演：並樹史朗） - テツ・カシワバ（演：内田恵司） - 原賀達三（演：佐藤和也） - 水田まり（演：高山麻美）                                                                 | 岡野勇気   | 長江俊和   |
| 1月17日 | PHASE 2   | 漂流           | - タク（演：結城貴史） - ノブ（演：藤原英志） | 林民夫     | 川崎郷太   |
| 1月24日 | PHASE 3   | 漂流           | - タク（演：結城貴史） - ノブ（演：藤原英志） | 林民夫     | 川崎郷太   |
| 2月14日 | PHASE 4   | あこがれ       | - 時空刑事ユウキ・トーマ（演：中尾祐之） - 宮本武蔵（演：フランキー仲村） - 鏡姫（演：あだち理絵子） - 酔虎（演：古賀亘） - 玄武（演：タイソン大屋）                          | 右田昌万   | 中島敦     |
| 2月14日 | PHASE 4.5 | あこがれ       | - 時空刑事ユウキ・トーマ（演：中尾祐之） - 宮本武蔵（演：フランキー仲村） - 鏡姫（演：あだち理絵子） - 酔虎（演：古賀亘） - 玄武（演：タイソン大屋）                          | 右田昌万   | 中島敦     |
| 2月28日 | PHASE 5   | 再会           | - 瀬田公一郎（演：成田浬） - 津吹美弥（演：北林実季） | 依嶋佳月   | 七高剛     |
| 3月7日  | PHASE 6   | めばえ         | - ナンブ（演：武智健二） - 仁科琴乃（演：盛内愛子） - 売店の店員（演：小笠原直樹）                                                                                            | 依嶋佳月   | 七高剛     |
| 3月14日 | PHASE 7   | こだま         | - 時空捜査官ジン・キノシタ（演：タイソン大屋） - タエ（演：大蔵淳子） | 河合福彦   | 中島敦     |
| 3月21日 | PHASE 8   | 好敵手         | - マヤ・シュタイナー（演：細川桃仁） - 加賀進（演：松苗伸彦） | 河合福彦   | 中島敦     |
| 3月28日 | PHASE 9   | 祈り           | - 峯島美衣（演：長与梨加） - 時空刑事ヒロシ・ゴドー - 時空刑事ナツ・ゴドー - 峯島明（演：東孝之） - 峯島夫人（演：坪井雅子） - ズヴェーリア（演：伊藤俊、岡元次郎、富永研司） | 大久保智己 | 小笠原直樹 |
| 3月28日 | PHASE 9.5 | 祈り           | - 峯島美衣（演：長与梨加） - 時空刑事ヒロシ・ゴドー - 時空刑事ナツ・ゴドー - 峯島明（演：東孝之） - 峯島夫人（演：坪井雅子） - ズヴェーリア（演：伊藤俊、岡元次郎、富永研司） | 大久保智己 | 小笠原直樹 |

## 派生作品
時空警察ヴェッカー ANOTHER EDGE THE NOVEL
本作品の設定をもとにした書き下ろし小説。文は斎藤あい、イラストはいずみことこが担当。文化産業新聞社の雑誌『キャラ通』で、2002年2月号から5月号まで連載された。
時空警察ヴェッカーD-02メモリーズ
2004年1月25日発売のオリジナルDVD作品。座談会やメイキングなどの映像集に加え、テレビ版最終回より続く物語として制作されたテレビ未放映のもう一つのエンディング「ANOTHER PHASE」を収録。
最終回での歴史改変後、D-02メンバーは大事な記憶を失ってしまった。ただ1人その記憶を有するカナは、失われた記憶と時間を取り戻すため、仲間たちと共にこれまでの想い出を振り返る。